# Leif Nedergaard
Leif Eyvind Nedergaard-Hansen (13. maj 1914 i København – 5. oktober 1995) var en dansk idé- og litteraturhistoriker der har specialiseret sig i Oplysningstiden.

## Karriere
Søn af Eva og Martin Nedergaard-Hansen. Blev student på Vestre Borgerdydskole i 1933 og cand. mag. i litteraturhistorie i 1941. 
Arbejdede som adjunktvikar ved gymnasier i og uden for København fra 1944. Adjunkt ved Nykøbing Mors Gymnasium 1948. 
Fra 1967 amanuensis og senere lektor i dansk litteratur ved Københavns Universitet.
Han var gift med cand. med. Renate Nedergaard (født Belusa).

## Udgivelser
Leif Nedergaard debuterede i 1940 med bogen Om Johs. V. Jensens ti Føljetongromaner i "Revuen", derpå fulgte Johannes V. Jensen. Liv og forfatterskab (1943), som blev udarbejdet med accept og bistand af Jensen selv. Nedergaard fremlægger her den tese at Jensens tidlige forfatterskab var præget af angst og jeg-kritik, men at han i starten af 1900-tallet kom ud over dette ungdomsstadie og blev en moden fremskridtsoptimistisk mand. Denne opfattelse af en tvedeling af Johannes V. Jensens forfatterskab var den gængse indtil Lars Handesten i 1997 i sin biografi gjorde op med denne opfattelse.
Leif Nedergaards livslange arbejde har dog først og fremmest været koncentreret om at formidle de franske oplysningsfilosoffers liv og værker. Dette har han opnået ved udgivelsen af en lang række af biografier og udgivelser af filosoffernes egne tekster.
Hovedværkerne er biografien over Denis Diderot Diderot. Filosoffens liv og virke. Tillige med en skildring af Den store franske encyklopædi's tilblivelseshistorie. (1953, genudgivet 1994) og doktorafhandlingen Bayle's & Leibniz' drøftelse af theodice-problemet. En idehistorisk redegørelse (1965), som gav ham dr. phil. titlen i idéhistorie. 
International anerkendelse fik han med forarbejdet til sin doktorafhandling, artiklen La genèse du "Dictionaire historique et critique" de Pierre Bayle (1958) som publiceredes i det internationale litteraturtidsskrift Orbis Litterarum. I doktorafhandlingen kunne han desuden fremlægge et fund af et dansk manuskript på 6000 sider, som var en oversættelse af over halvdelen af Pierre Bayles ordbog foretaget af præsten Laurids Frølund i første halvdel af 1700-tallet.
Desuden følger en biografi over Voltaire, Voltaire – liv og værker (2001).
Derudover har han stået for oversættelsen og udgivelsen af mange tekstudgivelser, bl.a. Udvalgte Skrifter af Voltaire, Rousseau og Diderot (1956) Diderot. Breve til Sophie Volland (1992), Pastor Jean Meslier's ateıstiske testamente i sammendrag (1989), Jean-Jacques Rousseaus Den ensomme vandrers drømmerier (1966), Diderots Fatalisten Jacques og hans herre (1964), Voltaires værker Zadig – eller Skæbnen. Østerlandsk Fortælling (1946), Den hvide Tyr (1952), Alfabetisk fornuft: 30 artikler fra filosofisk haand-ordbog (1956) og Candide eller optimismen (1959) foruden en samling Voltaires bedste muntre historier i udvalg  (1959). 
Leif Nedergaard har også skrevet en række artikler om emner fra både den danske og den franske oplysningstid, en stor del af disse er blevet samlet i Kritiske Studier og litterære Essays (1984).
I 1987 udgav han Litteratur og idéhistorie. En verdenslitterær Antologi.

## Fonden
Desuden har Leif Nedergaard oprettet "dr. phil Leif Nedergaards Fond" der yder støtte til "udgivelse af litterære eller idéhistoriske afhandlinger af frisindet ånd, herunder religionskritik".

## Henvisning
1. ↑  "Hvorfor en Nobelpris til Johannes V. Jensen – Aage Jørgensen, Det Kongelige Bibliotek
2. ↑  John Pedersen, Tvivl og tolerance: et skrift om Pierre Bayle, Museum Tusculanum, 2006, s. 89-94.
3. ↑  "Syddansk Universitets Fondsliste". Arkiveret fra originalen 24. september 2015. Hentet 3. september 2008.

## Ekstern henvisning
- Litteraturpriser.dk